# Бынов, Фёдор Андрианович
Фёдор Андриа́нович Быно́в (23 декабря 1896, д. Парашино, ныне Карагайский район — 15 октября 1976, Пермь) — советский учёный-растениевод, доктор сельскохозяйственных наук, декан агрономического факультета (1929), заведующий кафедрой физиологии растений, директор библиотеки (1942—1943), проректор по научной работе (1956—1958) Пермского университета, первый ректор (директор) Пермского сельскохозяйственного института (1930—1931), директор Ботанического сада МГУ (1938—1940).

## Биография
В 1918–1922 годах участвует в Гражданской войне как политический комиссар, командир отряда Красной Армии, член Революционного комитета, член РКПб.
В 1922 году, при объединении всех факультетских партийных организаций ПГУ, избран ответственным секретарём бюро РКПб Пермского университета.
В 1924 году студент Ф. А. Бынов избран секретарём агрономического факультета Пермского университета, то есть вошёл в состав руководства факультета.
В 1927 году окончил Пермский университет по специальности «агроном-растениевод» и был оставлен преподавателем.
В 1929 году — декан агрономического факультета.
В 1930–1931 годах — с преобразованием факультета в сельскохозяйственный институт становится его первым ректором (в то время — директором).
В 1935 году окончил аспирантуру, руководил Ботаническим садом МГУ (1938–1940) и одновременно работал доцентом на биологическом факультете МГУ.
В годы Великой Отечественной войны вернулся в Пермский университет на должность доцента, а затем заведующего кафедрой физиологии растений и дарвинизма, а также научного сотрудника ботанического сада Пермского университета.
С 23 октября 1942 года по 12 февраля 1943 года — директор фундаментальной библиотеки Пермского университета, один из первых её сотрудников.
С 1956 года — доктор сельскохозяйственных наук, профессор.
C 1 сентября 1956 года по 1 сентября 1958 года — проректор по научной работе Пермского университета.
Его научная деятельность была связана с изучением роста, развития и физиологии морозоустойчивости плодово-ягодных культур.
Провёл большую работу по организации и развитию садоводства в Пермской области.
Его труды оставили глубокий след в истории биологического факультета Пермского университета.
Секретарь партбюро ПГУ, член Пермского горсовета.

## Награды
Ф. А. Бынов награждён орденом Красной Звезды, двумя медалями за доблестный труд и 7 медалями ВДНХ.

## Научные работы

### Список публикаций Ф. А. Бынова (1916—1965)

#### Биология и сельское хозяйство
1. Бынов Ф. А. К истории садоводства в Перми / А. Ф. Бынов // Наши мичуринцы. Пермь, 1947. С. 3–10.
2. Бынов Ф. А. Больше внимания садоводству / Ф. Бынов, А. Кадников // Звезда.1952. 10 июля.
3. Бынов Ф. А.  Профессор Жуковский неправ / Ф. Бынов. Звезда. 1952. 19 февр.
4. Бынов Ф. А. Сахарная свёкла в Предуралье / Ф. А. Бынов. Пермь: Перм. кн. изд-во, 1952. 144 с. Библиогр.: 31 назв.
5. Бынов Ф. А. Сахарная свёкла — ценная кормовая культура / Ф. А. Бынов // Звезда. 1953. 9 мая.
6. Бынов Ф. А.  И. В. Мичурин и уральское садоводство / Бынов Ф. // Звезда. 1955. 22 окт.
7. Бынов Ф. А. Сады цветут / Ф. Бынов // Звезда. 1955. 28 мая.
8. Бынов Ф. А. Борьба с вредителями и болезнями плодово-ягодных культур / Ф. А. Бынов, З. П. Костицина. Пермь: Перм. кн. изд-во, 1956. 64 с. (Перм. обл. общ-во садоводства им. И. В. Мичурина).
9. Бынов Ф. А. Достижения садоводов-мичуринцев — в массы / Ф. А. Бынов // Чему учит областная сельскохозяйственная выставка 1955 года. Пермь, 1956. С. 276–282.
10. Бынов Ф. А. Возрос интерес к местным темам / Ф. А. Бынов // Молодая гвардия. 1957. 4 янв.
11. Бынов Ф. А. Как выращивать сахарную свёклу / Ф. А. Бынов. Пермь: Пермь. кн. изд-во, 1961. 24 с.
12. Бынов Ф. Все дело в агротехнике / Ф. Бынов // Звезда. 1962. 25 апр.

#### Ботаника
1. Бынов Ф. А. Мутации у Triticum vuldare от воздействия электротока / Ф. А. Бынов // Учёные записки Московского государственного университета. 1938. Вып. 22. С. 17–35. Библиогр.: 30 назв.
2. Бынов Ф. А. Центрифугирование как мутационный фактор / Ф. А. Бынов // Учёные записки Московского государственного университета. 1938. Вып. 22. С. 36–46. Библиогр.: 16 назв.
3. Бынов Ф. А. Влияние удобрений и сроков посева на урожай сахарной свёклы / Ф. А. Бынов // Учёные записки Пермского государственного университета. 1945. Т. 4, вып. 2. С. 101–110. Библиогр.: 4 назв.
4. Бынов Ф. А. Влияние удобрений на урожай махорки Nicotiana rustica / Ф. А. Бынов, В. А. Лобанов // Учёные записки Пермского государственного университета. 1945. Т. 4, вып. 2. С. 113–116. Библиогр.: 3 назв.
5. Бынов Ф. А. О культуре махорки в Пермской области / Ф. А. Бынов // Учёные записки Пермского государственного университета. 1947. Т. 6, вып. 1. С. 80–90. Библиогр.: 4 назв.
6. Бынов Ф. А. К характеристике яблонь Пермской области / Ф. А. Бынов // Учёные записки Пермского государственного университета. 1949. Т. 5, вып. 1. С. 3–7. Библиогр.: 7 назв.
7. Бынов Ф. А. О развитии сахарной свёклы на подзолистых почвах / Ф. А. Бынов // Учёные записки Пермского государственного университета. 1949. Т. 5, вып.1. С. 25–46. Библиогр.: 9 назв.
8. Бынов Ф. А. Влияние вершкования и пасынкования на образование нико-тина в махорке / Ф. А. Бынов // Докл. АН СССР. 1950. Т. 73, № 4.  С. 833—834. Библиогр.: 4 назв.
9. Бынов Ф. А. К биологии и биохимии сахарной свёклы на подзолистых почвах Предуралья / Ф. А. Бынов // Учёные записки Пермского государственного университета. 1951. Т. 6, вып. 2.  С. 87–122. Библиогр.: 21 назв.
10. Бынов Ф. А. О развитии вегетативных и репродуктивных органов и плодов у яблони / Ф. А. Бынов // Учёные записки Пермского государственного университета. 1951. Т. 6, вып. 2.  С. 123—136. Библиогр.: 10 назв.
11. Бынов Ф. А. Сорта яблони мичуринца Бобина / Ф. А. Бынов // Сад и огород. 1953. — № 6.  С. 58
12. Бынов Ф. А. К биологии и биохимии сортов махорки / Ф. А. Бынов // Изв. ЕНИ при Пермском государственном университете. 1954. Т. 13, вып. 8.  С. 807—848. Библиогр.: 10 назв.
13. Бынов Ф. А. К биологии и биохимии яблони / Ф. А. Бынов, Н. И. Пронина // Изв. ЕНИ при Пермском государственном университете. 1954. Т. 13, вып. 8.  С. 769–805. Библиогр.: 11 назв.
14. Бынов Ф. А. К помологии яблони в Предуралье / Ф. А. Бынов // Учёные записки Пермского государственного университета. 1956. Т. 10, вып. 1.  С. 83–101.
15. Бынов Ф. А. Мичуринскому обществу 10 лет / Ф. А. Бынов // Сад и огород. 1956. — № 10.  С. 62–64.
16. Бынов Ф. А. Влияние 2,4-Д на активность каталазы и рост проростков пшеницы / Ф. А. Бынов, О. В. Титова // Учёные записки Пермского государственного университета. 1960. Т. 13, вып. 1: Биология.  С. 35–36.
17. Бынов Ф. А. К характеристике плодов яблони народной селекции / Ф. А. Бынов, М. В. Агапова // Учёные записки Пермского государственного университета. 1960. Т. 13, вып. 1 : Биология. — 25–32.
18. Титова О. В. Влияние десикантов на созревание яровой пшеницы в Предуралье / О. В. Титова, Ф. А. Бынов, Л. М. Чернышёва // Учёные записки Пермского государственного университета. 1960. Т. 13, вып. 1: Биология.  С. 43–46.
19. Агапова М. В. Влияние гиббереловой кислоты на рост растений / М. В. Агапова, Ф. А. Бынов // Учёные записки Пермского государственного университета. 1961. Т. 18, вып. 3: Биология.  С. 53–57.
20. Бынов Ф. А. Влияние хлор-ИФК на развитие свёклы и сорных растений / Ф. А. Бынов, О. В. Титова // Учёные записки Пермского государственного университета. 1961. Т. 18, вып. 3: Биология.  С.47–51. Библиогр.: 5 назв.
21. Бынов Ф. А. Возделывание сахарной свёклы в Пермской области / Ф. А. Бынов // Новое в сельскохозяйственной науке и практике. Вып. 1.: Растениеводство. Пермь, 1962.  С. 69–77.
22. Бынов Ф. А. К познанию некоторых сортов яблони в Предуралье / Ф. А. Бынов, Г. М. Бородулина // Учёные записки Пермского государственного университета. 1962. Т. 22, вып. 4: Биология.  С. 40–48. Библиогр.: 7 назв.
23. Бынов Ф. А. К физиологии кукурузы в Предуралье / Ф. А. Бынов, М. В. Агапова, Н. В. Корионова // Учёные записки Пермского государственного университета. 1963. Т. 109: Физиология растений и микробиология.  С. 33–40. Библиогр.: 11 назв.
24. Бынов Ф. А. Рост и развитие некоторых сортов кукурузы / Ф. А. Бынов, М. В. Агапова, Т. И. Сметанникова // Учёные записки Пермского государственного университета. 1963. Т. 109: Физиология растений и микробиология.  С. 13–19. Библиогр.: 5 назв.
25. Бынов Ф. А. Дыхание и активность некоторых ферментов в листьях и плодах яблони / Ф. А. Бынов, М. В. Агапова // Учёные записки Пермского государственного университета. 1965. Т. 126: Физиология растений и микробиология.  С. 90–94. Библиогр.: 8 назв.
26. Бынов Ф. А. К характеристике диплоидной и триплоидной форм сахарной свёклы / Ф. А. Бынов, С. П. Русских // Учёные записки Пермского государственного университета. 1965. Т. 126: Физиология растений и микробиология.  С. 23–28. Библиогр.: 14 назв.
27. Бынов Ф. А. Содержание витамина С в плодах яблони / Ф. А. Бынов, М. В. Агапова // Учёные записки Пермского государственного университета.  1965. Т. 126: Физиология растений и микробиология. С. 113–115. Библиогр.: 4 назв.

### Список публикаций Ф. А. Бынова (1966—1985) (посмертные)
1. Бынов Ф. А. Пролетаризация высшей школы / Ф. А. Бынов // В буднях великих строек. Воспоминания строителей социализма. Пермь, 1967.  С. 201—219.
2. Бынов А. Ф. Пятьдесят лет физиолого-биохимических и микро-биологических исследований / Ф. А. Бынов // Физиология растений и микро-биология. Учёные записки ПГУ № 175. Пермь, 1967.  С. 3–11.
3. Агапова М. В. Химический состав плодов некоторых сортов крыжовника / М. В. Агапова, Ф. А. Бынов, Н. В. Плотникова // Физиология растений и микробиология. Учёные записки ПГУ № 175. Пермь, 1967  С. 28–32.
4. Агапова М. В. К биохимии некоторых сортов малины / М. В. Агапова, Ф. А. Бынов // Физиология растений и микробиология. Учёные записки ПГУ № 175. Пермь, 1967. С. 64–68.
5. Агавердиев А. Ш. О влиянии углекислого газа на сверхслабые излучения растений / А. Ш. Агавердиев, Ф. А. Бынов // Физиология растений и микробиология. Учёные записки ПГУ № 175. Пермь, 1967.  С. 94–97.
6. Касаткина М. Г. Сравнительная характеристика дыхания тетраплоидной и диплоидной форм гречихи / М. Г. Касаткина, Ф. А. Бынов // Физиология растений и микробиология. Учёные записки ПГУ № 175. Пермь, 1967.  С. 112—116.
7. Бынов Ф. А. Биологию на службу сельскому хозяйству / Ф. А. Бынов // Физиология растений. Микробиология. Биофизика. Учёные записки № 219. Пермь, 1969.  С. 3–5.
8. Бынов Ф. А. К физиологии некоторых сортов земляники / Ф. А. Бынов, М. В. Агапова // Физиология растений. Микробиология. Биофизика. Учёные записки № 219. Пермь, 1969.  С. 55–65.
9. Касаткина М. Г. Динамика некоторых минеральных элементов в листьях тетраплоидной и диплоидной форм гречихи / М. Г. Касаткина, Ф. А. Бынов // Физиология растений. Микробиология. Биофизика. Учёные записки № 219. Пермь, 1969.  С. 95–97.
10. Агапова М. В. Физиолого-биохимическая характеристика двух сортов вишни / М. В. Агапова, Ф. А. Бынов, Т. П. Ларькина // Физиология растений. Микробиология. Биофизика. Учёные записки № 219. Пермь, 1969.  С. 229—233.
11. Бынов Ф. А. Итоги и перспективы / Ф. А. Бынов // // Физиология растений. Микробиология. Биофизика. Учёные записки № 277 (5). Пермь, 1971.  С. 3–9.
12. Агапова М. В. Физиолого-биохимическая характеристика чёрной смородины / М. В. Агапова, Ф. А. Бынов // Физиология растений. Микробиология. Биофизика. Учёные записки № 277 (5). Пермь, 1971.  С. 59–66.
13. Агапова М. В. Некоторые вопросы биологии вишни / М. В. Агапова, Ф. А. Бынов, Т. А. Гузик // Физиология растений. Микробиология. Биофизика. Учёные записки № 277 (5). Пермь, 1971.  С. 74–79.
14. Влияние электростимуляции на физиолого-биохимические процессы и урожай огурцов / М. В. Агапов, Г. А. Александрова, Р. А. Батуева,
15. Бынов Ф. А., Касаткина М. Г., Сальников А. И., Тетюев В. А. // Физиология растений. Микробиология. Биофизика: вып. 6. Учёные записки № 336. Пермь, 1976.  С. 11–17.
16. Агапова М. В. Некоторые процессы метаболизма коровой паранхемы однолетних побегов малины / М. В. Агапова, А. Ш. Агавердиев, Ф. А. Бынов // Физиология растений. Микробиология. Биофизика: вып. 6. Учёные записки № 336. Пермь, 1976.  С. 18–24.
17. Влияние предпосевной стимуляции клубней картофеля электрическим полем на некоторые физиолого-биохимические процессы и урожай растений / Ф. А. Бынов, М. Г. Касаткина, А. И. Сальников, В. А. Тютюев, П. А. Перевозчиков // Физиология растений. Микробиология. Биофизика: вып. 6. Учёные записки № 336. Пермь, 1976.  С. 25–31.
18. Касаткина М. Г. Влияние электростимуляции семян на азотный и углеводный обмен в листьях огурцов / М. Г. Касаткина, Ф. А. Бынов, В. А. Тютюев // Физиология растений. Микробиология. Биофизика: вып. 6. Учёные записки № 336. Пермь, 1976. С. 42–47.
19. Влияние электрического поля на посевные и урожайные качества огурцов / Г. А. Александрова, Ф. А. Бынов, В. А. Тютюев, А. И. Сальников // Физиология растений. Микробиология. Биофизика: вып. 6. Учёные записки № 336. Пермь, 1976.  С. 66–70.
20. Агавердиев А. Ш. Руководство к практическим занятиям по биофизике / А. Ш. Агавердиев, Ф. А. Бынов. Пермь, 1970. 90 с.
21. Бынов Ф. А. Природные ресурсы для развития садоводчества на Урале / Ф. А. Бынов // Материалы Первой уральской зональной научно-производственной конференции по садоводству (24–26 дек. 1969 г.). Пермь, 1971. С. 11–20.
22. Агавердиев А. Ш. Определение интенсивности фотосинтеза зерновых культур пшеницы методом электрохемилюминесценции / А. Ш. Агавердиев, Ф. А. Бынов // Физиолого-биохимические процессы, определяющие величину и качество урожая у пшеницы и других колосовых злаков: тез. докл. Всесоюз. семинара. — Казань, 1972.  С. 13.
23. Пермский рабфак. Искры пламенных лет / Сост. Ф. А. Бынов и др. Пермь, 1975. 280 с.

### Воспоминания
Бынов Ф. А. Alma Mater // Пермский рабфак. Пермь: Пермское книжное издательство, 1975. С. 83–91.